# Konference Arcadia
Konference Arcadia (známá dle jejího kódového označení ARCADIA), se konala ve Washingtonu, D.C. od 22. prosince 1941 do 14. ledna 1942. Šlo o strategické setkání vládních představitelů Spojeného království a Spojených států amerických. Jednotlivé delegace vedli Winston Churchill a Franklin Delano Roosevelt.
Navzdory tehdy nedávnému útoku na Pearl Harbor USA souhlasily s tím, že pro vítězství ve válce je primárním cílem porazit nacistické Německo a až teprve poté Japonsko. Tato strategie se v anglických zdrojích označuje názvem „Europe first“ anebo „Germany first“. Zároveň došlo k dohodě o soustředění vojenských sil obou zemí pod společným velením.
Dalším výstupem konference byla Deklarace Spojených národů ze dne 1. ledna 1942, která položila základ pro pozdější vznik Organizace spojených národů.